# Ten (album Gabrielli Cilmi)
Ten – jest to drugi album studyjny piosenkarki i autorki tekstów Gabrielli Cilmi. Został on wydany 22 marca 2010 w Australii. Głównym singlem zapowiadającym i promującym krążek jest On a Mission.

## Single
- Pierwszym singlem jest ”On a Mission”, wydany 8 marca 2010. Na australijskiej liście przebojów uzyskał 16. miejsce.
- Drugim singlem jest ”Hearts Don't Lie”, wydany 7 czerwca 2010. Najwyższe zajmowane miejsce w Australii tego singla to 51.
- Jako trzeci singel wydany został podwójny A-side piosenek "Defender" i "Magic Carpet Ride", która pojawiła się na singlu CD "On a Mission".

## Lista utworów
Wersja standardowa
1. "On a Mission" (George Astasio, Gabriella Cilmi, Jason Pebworth, Jon Shave) – 3:02
2. "Hearts Don't Lie" (Cilmi, Miranda Cooper, Brian Higgins, Tim Powell, Owen Parke) – 4:04
3. "What If You Knew" (Astasio, Cilmi, Pebworth, Shave, Justin Griffiths, Parker & James, Kyle Abrahams) – 2:41
4. "Love Me Cos You Want To” (Astasio, Cilmi, Pebworth, Shave, Ellie Goulding) – 4:21
5. "Defender" (Astasio, Cilmi, Pebworth, Shave) – 3:44
6. "Robots" (Astasio, Cilmi, Pebworth, Shave, Dan Smith) – 4:01
7. "Superhot" (Cilmi, Paul Harris, Nick Clow, Luciana, Ian Masterson) – 3:37
8. "Boys" (Dallas Austin, Cilmi) – 3:50
9. "Invisible Girl" (Astasio, Cilmi, Pebworth, Shave, Parker & James, Rita Ora, Peter Ighile) – 3:35
10. "Glue" (Austin) – 4:19
11. "Let Me Know" (Astasio, Cilmi, Pebworth, Shave, Tim Lasscombe) – 3:32
12. "Superman" (Cilmi, James Bourne, Greg Kurstin)

Edycja specjalna iTunes
1. "Sweet About Me" (wersja Twenty Ten) – 3:25
2. "Sucker for Love" (ekskluzywna ścieżka iTunes)

- Teledysk ”On a Mission”

## Notowania
| Kraj                              | Najwyższa pozycja |
| --------------------------------- | ----------------- |
| Australia (ARIA Charts)           | 17                |
| Belgia, Walonia (Ultratop)        | 61                |
| Holandia (MegaCharts)             | 63                |
| Grecja (IFPI)                     | 6                 |
| Włochy (FIMI)                     | 59                |
| Szwajcaria (Swiss Music Charts)   | 29                |
| Wielka Brytania (UK Album Charts) | 28                |